# Klasztor w Pożajściu
Klasztor w Pożajściu (lit. Pažaislio vienuolynas) – największy zespół klasztorny na Litwie, jeden z przykładów baroku włoskiego w Europie Wschodniej, położony w Kownie, na Pietraszunach, na Pożajściu, nad Zbiornikiem Kowieńskim.

## Historia. Architektura i wystrój
Zespół klasztorny został ufundowany przez kanclerza wielkiego litewskiego Krzysztofa Zygmunta Paca dla zakonu kamedułów. W 1660 wystąpił on do kamedułów z informacją o zamiarze fundacji, wkrótce otrzymał zaś zatwierdzenie fundacji od papieża oraz sejmu Rzeczypospolitej. Zamiarem Paca było postawienie pomnika potęgi rodu, a zarazem rodowej nekropolii (którą jednak kościół się nie stał). Sam rozmach fundacji był sprzeczny z regułą kamedułów, przewidującą budowę niewielkich, wręcz jednoprzestrzennych świątyń. Akt fundacji podpisano w 1664, a prace budowlane rozpoczęły się w 1667. Do śmierci fundatora nie zostały one ukończone, jednak finansowali je nadal jego spadkobiercy (szczególnie przybrany syn – Kazimierz Michał Pac), dzięki czemu zasadnicze prace budowlane ukończono w 1690, a kościół konsekrowano wreszcie w 1712.
Zespół klasztorny w Pożajściu jest jednym z najcenniejszych zabytków późnego baroku na ziemiach Rzeczypospolitej. Składa się z kościoła na planie centralnym (regularny sześciobok), co było w tym czasie rozwiązaniem oryginalnym oraz klasztoru. Także główna fasada kościoła, z wysuniętymi wieżami i cofniętą częścią środkową w celu lepszego wyeksponowania kopuły jest nowatorska. Nie wiemy jednak, kto był autorem tego projektu - być może był to Giovanni Battista Frediani. Natomiast w końcowej fazie pracami kierowali bracia Carlo i Pietro Puttini, który zaprojektował także sarkofag fundatora (niezrealizowany - Krzysztof Zygmunt Pac został pochowany pod progiem kościoła). Autorem sztukaterii, ukończonych w 1676, był Giovanni Merle. Najcenniejszym elementem dekoracji świątyni jest cykl malowideł, które wykonał do 1684 kolejny Włoch, Michelangelo Palloni – pojawiają się w nich klasyczne wątki związane z kontrreformacją (m.in. cykl maryjny, zesłanie ducha świętego), ale są w nich też elementy oryginalne, np. postaci ojców Kościoła wschodniego w scenie zesłania ducha świętego czy malowidła nawiązujące do związków kamedułów z historią Polski (Pięciu Braci Męczenników z czasów Bolesława Chrobrego, św. Romuald z Kazimierzem Odnowicielem w Cluny).
Kościół klasztorny poświęcono Najświętszej Marii Pannie, św. Romualdowi (patronowi zakonu) oraz św. Marii Magdalenie de’ Pazzi, którą Pacowie uważali za swoją krewniaczkę, a przez to patronkę (swoją genealogię wywodzili z antycznej Italii i tam też nawiązali kontakty z florencką rodziną Pazzich). Kaplice boczne poświęcono św. Brunonowi Bonifacemu (patronowi Litwy), św. Krzysztofowi (drugiemu z patronów fundatora), św. Marii Magdalenie de’ Pazzi oraz św. Romualdowi (patronowi kamedułów). Sam erem nazwano Mons Pacis, co oznacza dosłownie "Góra Pokoju", zawiera jednak wyraźną aluzję do nazwiska "Pac". Za kościołem znajdują się cele eremitów, tworzące aleję wychodzącą na wyniosły brzeg Niemna.
W połowie XVIII w. rozbudowy zespołu klasztornego dokonał kolejny z Paców, szambelan królewski Michał Jan Pac. Po powstaniu listopadowym klasztor kamedułów został skasowany przez władze rosyjskie, które osadziły tam prawosławnych mnichów i uruchomiły w kościele cerkiew, w związku z czym dokonano w nim szeregu przeróbek (usunięto ołtarze boczne, wstawiono ikonostas, zamalowano lub przemalowano część malowideł). W 1915 prawosławni mnisi zostali ewakuowani, a po uzyskaniu niepodległości przez Litwę zespół klasztorny przejęły siostry z konwentu Św. Kazimierza. W czasach radzieckich kościół służył jako archiwum, zakład psychiatryczny i galeria sztuki. Po 1990 budynek zwrócono siostrom. Od 1996 w pożajskim klasztorze odbywa się corocznie międzynarodowy festiwal muzyczny, na którym gościł m.in. Yehudi Menuhin.

## Galeria

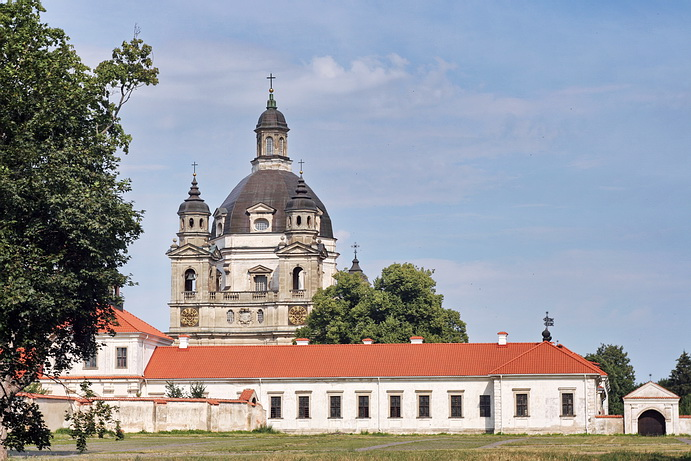
Widok na zespół klasztorny od południowego zachodu
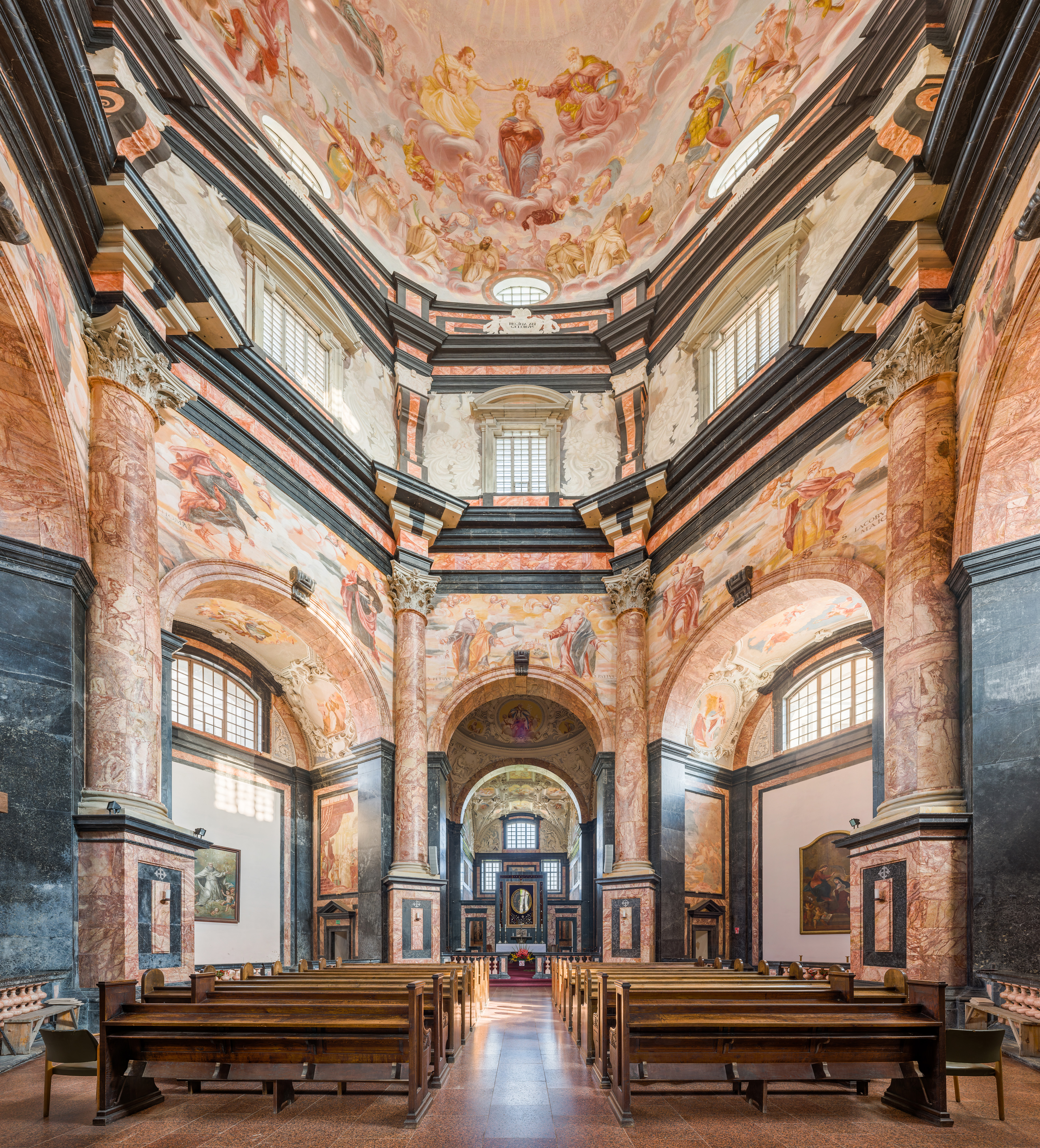
Wnętrze kościoła
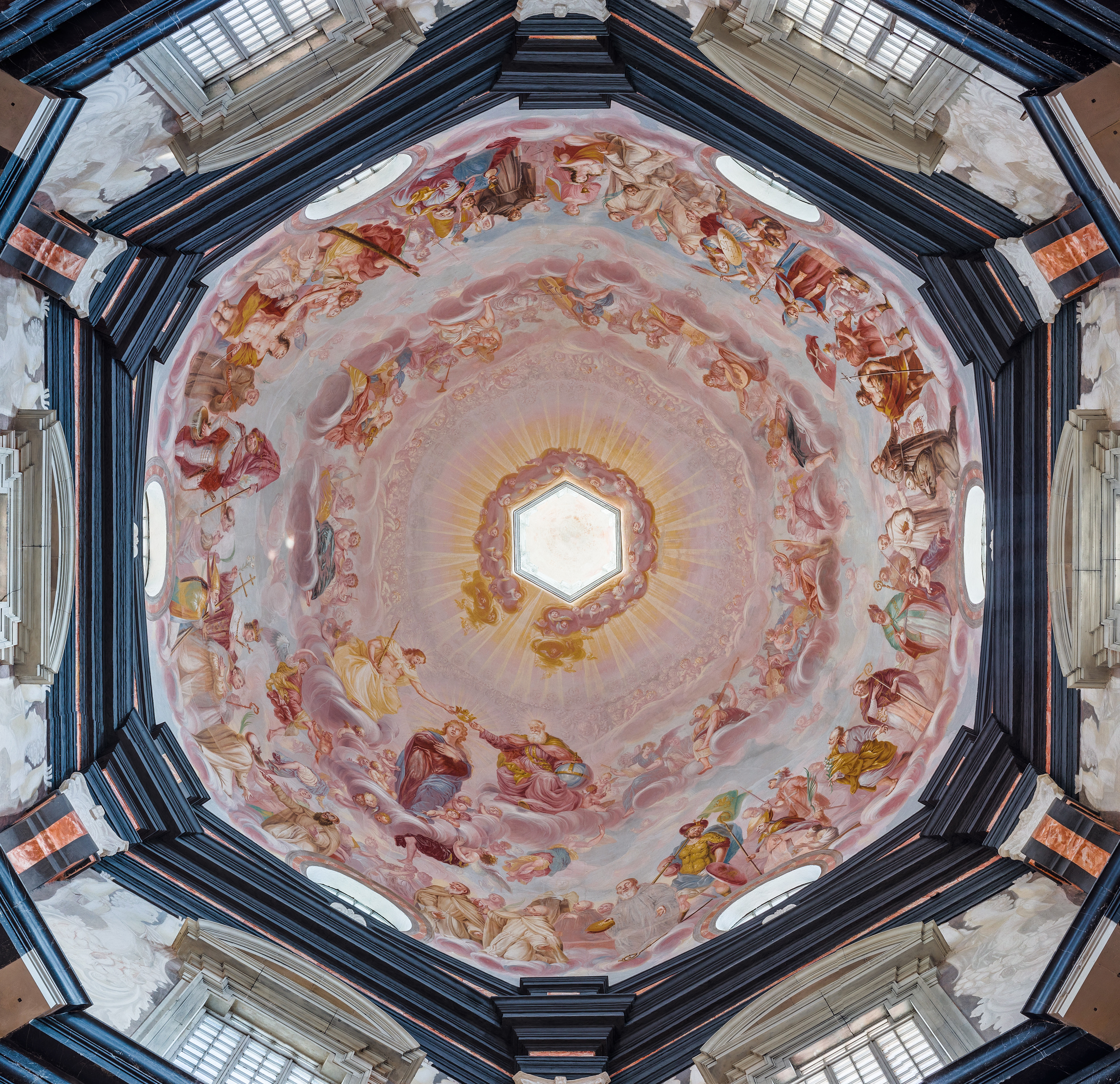
Kopuła i freski
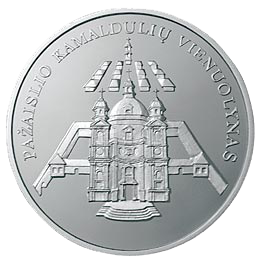
Klasztor w Pożajściu na rewersie lita